# ジョージア軍
ジョージア軍（ジョージアぐん、グルジア語：საქართველოს შეიარაღებული ძალები）は、南コーカサスの国ジョージアが保有する軍隊。
ジョージア陸軍、グルジア空軍、特殊作戦軍、ジョージア国家警備隊で構成されている。かつては海軍も保有していたが、沿岸警備隊に編入され独立組織としては現存しない。

## 歴史
ジョージア（グルジア）は、ソ連時代末期のズヴィアド・ガムサフルディア時代から独立傾向が強く、駐留ソ連軍との関係は良好ではなかった。独立宣言直前の1990年12月には、ソ連中央に対抗する武装組織として、グルジア国家警備隊が設立された。このような経緯もあり、ソ連軍の組織は継承されなかった。グルジア国家警備隊は民間の志願兵によって組織され、装備は旧ソ連のものを使用した。重装備についても1992年に旧ソ連からの継承として分配されている。
ジョージアに帰郷した旧ソ連軍の軍人も個人として加わっている。国家警備隊は国内治安維持目的に使用され、独立後の政治的混乱に加え経済混乱もあり、民族紛争の発生した南オセチアやアブハジアに投入された。国内治安維持目的の武装部隊としては内務省系のムヘドリオーニもあり、任務が重複しているのみならず、上層部の私兵としても用いられ、社会混乱に拍車を掛けた。
1990年代半ばまでに、独立に伴う政治・経済混乱やグルジア内戦のためにグルジアの兵力は著しく低下していた。内戦の終結後、国家警備隊が1994年に国防省傘下に入り、これを母体に三軍の戦力の整備が開始された。イラク戦争後にはイラク国内の治安維持の為、2000名の陸軍兵士を派遣していたが、南オセチア紛争の勃発に伴い、帰還させている。南オセチア紛争では多数の兵器が無傷でロシア軍に鹵獲された。海軍は南オセチア紛争で壊滅的な打撃を受け、2009年に沿岸警備隊（内務省傘下）に編入され消滅、空軍も2010年に陸軍に編入された。
2022年現在、NATOへの加盟は果たせていないものの2015年からはNATOのアフガニスタンにおけるミッション（Resolute Support Mission）に参加。政府側の治安部隊に対する訓練、助言及び支援を行った。最終年となった2021年の段階で860人が駐留していた。

### 統制機構

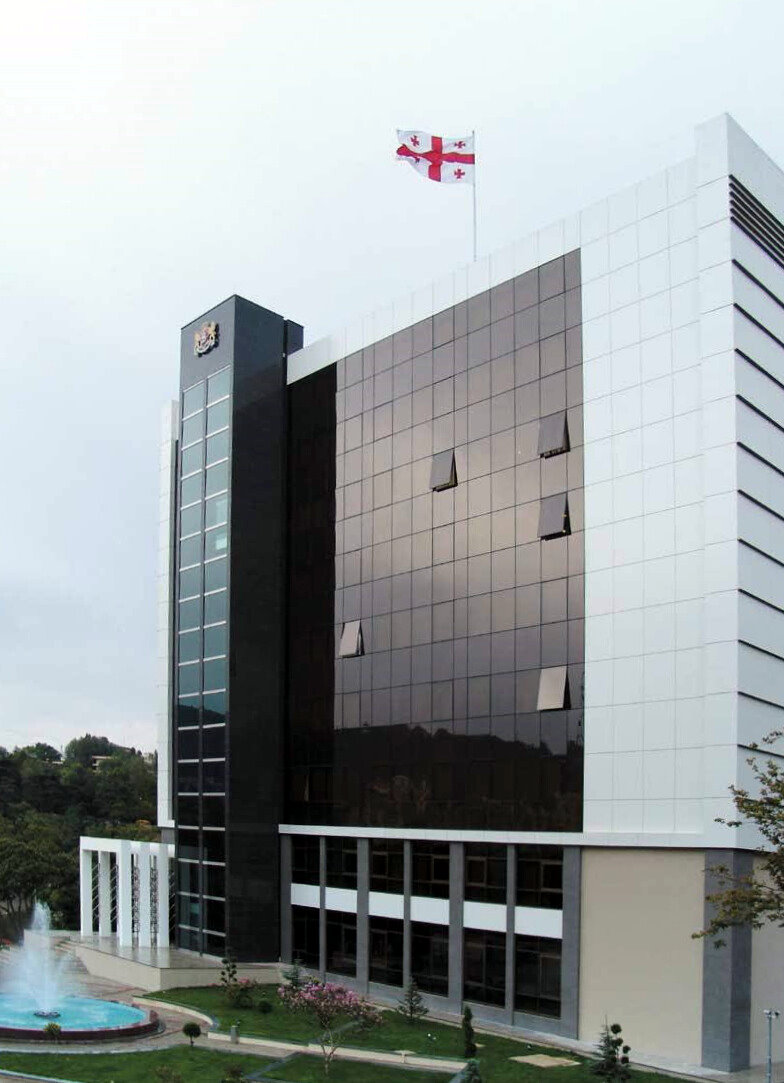
トビリシにあるジョージア国防省

## 機構

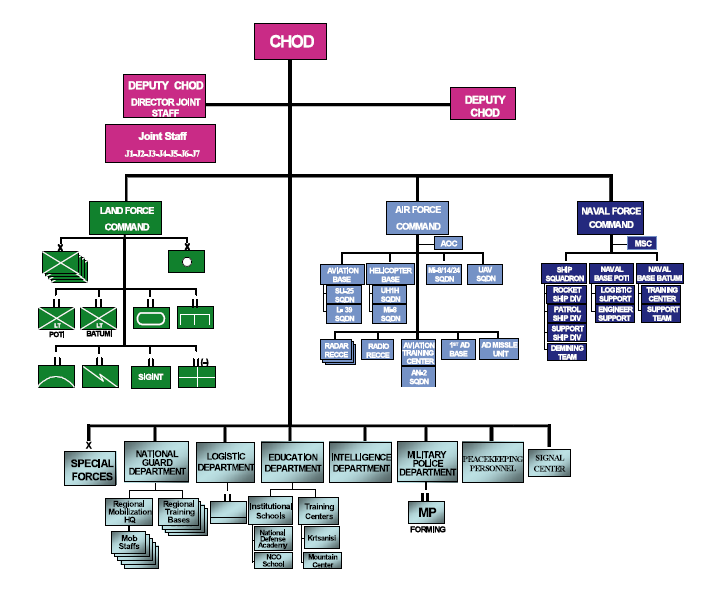
ジョージアの軍事組織（2007年当時）

### 統制機構[7]
国防省
- ジョージア軍参謀本部
  - 陸軍東部司令部
  - 陸軍西部司令部
  - 航空及び防空司令部
  - 国家警備隊
  - 特殊作戦軍
  - 兵站支援司令部
  - 軍事教育及び訓練司令部
  - 憲兵局
  - 軍事情報局

## 他国からの援助と軍事予算
地政学的な意味合いから西側諸国に軍事援助を求めており、2000年代に入りNATO諸国（特にアメリカ合衆国）からの援助が増え、軍の改革・再教育が進められている。例として、ジョージア陸軍兵士のアサルトライフルをロシア製のAKシリーズから、アメリカ製のM4カービンに置き換える（その際サーカシビリ大統領自身が一人ずつ兵士にM4を渡す式典が行われている）などを行なっている。アメリカ軍との合同軍事演習も行われている。
南オセチア紛争以前からロシアの侵攻に備える為に大幅な軍拡を行っている。しかし、軍事評論家の江畑謙介は「予算に無理のある計画だ」と評している。